# ابنون
اَبنون (پارسی میانه: Abnūn) یکی از نجیب‌زادگان ساسانی در سده سوم میلادی در زمان حکومت شاپور یکم بود. او فرمان ساخت آتشدان ابنون را به یادبود پیروزی شاپور بر رومیان در ۲۴۳ میلادی داد. بر چهار طرف این پایهٔ آتشدان پنج چهره از جمله خود او تصویر شده و بالای هر یک نام و عنوان صاحب آن آمده است.

## زندگی
از او در سنگ‌نوشته ابنون به عنوان آیینیگ (پارسی میانه: ayēnīg، رئیس تشریفات) یاد شده‌است. در این متن وی به عنوان ابنون آیینیگ شبستان (Abnūn ī pad šabistān āyēnīg) خوانده می‌شود. تصویر ابنون بسیار آسیب دیده‌است، هرچند صورتش به نظر بدون ریش است. اطلاعات دیگری از زندگی او در دست نیست.